# Rhabdotorrhinus
Rhabdotorrhinus är ett fågelsläkte i familjen näshornsfåglar inom ordningen härfåglar och näshornsfåglar: Släktet omfattar fyra arter som förekommer från Malackahalvön till Sulawesi samt i Filippinerna:
- Panaynäshornsfågel (R. waldeni)
- Brunkronad näshornsfågel (R. leucocephalus)
- Sulawesinäshornsfågel (R. exarhatus)
- Sundanäshornsfågel (R. corrugatus)